# Atalia (Mayr)
Atalia ist eine geistliche Oper bzw. ein Oratorium mit Bühnenbild (Originalbezeichnung: „dramma sacro per musica“) in zwei Akten des Komponisten Johann Simon Mayr. Das Libretto stammt von Felice Romani. Das Werk wurde während der Fastenzeit am 10. März 1822 am Teatro San Carlo in Neapel uraufgeführt. Die Hauptfigur ist Atalja, die biblische grausame Königin von Jerusalem, die dem Joas den Thron des Königreichs Juda streitig machte.

## Handlung
Der Inhalt basiert auf einer Geschichte im Alten Testament (2 Chr 22,10–23  und 2 Kön 11 ). Atalja (hier „Atalia“) war die Tochter des israelitischen Königs Ahab, der von ungefähr 871 bis 852 v. Chr. regierte und wie seine Frau Isebel dem Baal-Kult zuwandte. Auch Atalja huldigte diesem Götzen. Als Nachfolger Ahabs wurde zunächst sein (oder Ataljas) Sohn Ahasja König. Er wurde jedoch nach kurzer Zeit ermordet. Nun griff Atalja selbst nach der Macht. Um ihre Herrschaft zu sichern, ließ sie alle königlichen Nachkommen ermorden. Lediglich ihr Enkel Joas (Gioas) überlebte das Massaker. Er wurde unerkannt vom Priester Jojada (Gioada) im Tempel Jahwes aufgezogen.
Im Verlauf der Oper entdeckt Atalia, dass Gioas überlebt hat, und versucht ihn in ihre Gewalt zu bringen. Gleichzeitig plant Gioada einen Aufstand der Leviten, um Gioas als rechtmäßigen Nachfolger der alten Könige einzusetzen. Da Gioas im Tempel gut geschützt ist, nimmt Atalia Gioadas leiblichen Sohn Azaria als Geisel und droht ihn zu töten, falls Gioas nicht ausgeliefert werde. Der rechtgläubige Offizier Abner befreit Azaria und bringt ihn zu seinem Vater in den Tempel, den Atalia daraufhin angreifen lässt. Die Leviten siegen in der Schlacht, und Gioada krönt Gioas zum König Israels.

### Erster Akt
Vor dem Palast Atalias
Vorne beiderseits eine angedeutete Säulenreihe des Palasts, dahinter eine symmetrische Baumreihe, die eine Art heiligen Wald vor dem Baalstempel bildet, dessen Vorderseite mit einer begehbaren Tür man im Hintergrund sieht. Alles erweckt den Anschein eines großen Festes.
Szene 1. Höflinge Atalias, syrische Wachen und gemischtes Volk aus Fremden und Hebräern preisen den Gott Baal. Der Hohepriester Matan tritt mit weiteren Baalspriestern aus dem Tempel und nennt den Grund für die Feier: Königin Atalia hat nach einem Sieg über ihre Gegner ihre Macht über das Reich Juda gesichert. Der ehrgeizige Matan hofft, ebenfalls davon zu profitieren.
Szene 2. Es kommt zum Streit zwischen Matan und dem Offizier Abner, der dem jüdischen Glauben treu geblieben ist. Abner erinnert daran, dass Atalia bei ihrer Machtübernahme vor sieben Jahren ihre eigenen Enkelkinder ermorden ließ. Die Ankunft der Königin und deren Begrüßung durch den Chor unterbricht das Gespräch.
Szene 3. Atalia dankt dem Volk für seine Treue. Obwohl sie sich Mühe gibt, ihre Sorgen zu verbergen, spricht Matan sie darauf an. Sie erzählt ihm von einem dreifach wiederholten Traum, in dem ihr ihre Mutter Gezabele erschienen sei. Gekleidet wie an ihrem Todestag habe diese sie vor dem Zorn des jüdischen Gottes gewarnt und sei dann in einen Haufen Knochen und Fleisch zerfallen, um den sich Hunde balgten. Im hebräischen Tempel sei ihr anschließend ein sanftmütig scheinendes Kind in weißem Gewand aufgefallen. Doch als sie es umarmen wollte, stieß es ihr einen Dolch ins Herz. Matan vermutet als Hintergrund dieses Traums eine Verschwörung der Hebräer sowie Gerüchte, dass sich deren Oberpriester Gioada neben seinem eigenen Sohn Azaria um ein weiteres Kind offenbar edler Herkunft kümmere. Atalia ist erschüttert. Sie fordert Matan auf, sie zum Tempel zu begleiten, um Näheres herauszufinden.
Eingefasster Raum neben dem Tempel Salomons, der zu den Räumen der Priester führt
Szene 4. Levitische Mädchen und Jungen bereiten singend Blumen und Früchte für das Primiz-Fest vor und entfernen sich anschließend.
Szene 5. Der Oberpriester Gioada gedenkt der grausamen Machtübernahme Atalias vor sieben Jahren. Er betet darum, dass es ihm gelingen möge, den Prinzen zu retten, damit der „Thron der Ahnen wieder erstehen“ könne.
Szene 6. Leviten und Volk, unter ihnen Gioadas Sohn Azaria und der junge Prinz Gioas, der unter dem Namen Eliacin bekannt ist, versammeln sich vor dem Tempel. Gioada fordert sie auf, sich auf den Gottesdienst vorzubereiten. Gioas ist froh, in Gioada nach der Ermordung seiner Eltern einen guten Ziehvater gefunden zu haben.
Szene 7. Abner berichtet Gioada zu dessen Beunruhigung, dass Atalia den Tempel besuchen wolle, um den Gerüchten über das Kind nachzugehen. Gioada lässt die Tempeltore verschließen und nimmt Gioas an der Hand, um ihn in Sicherheit zu bringen.
Szene 8. Atalia erscheint mit Matan und ihrem Gefolge und entdeckt zu Aller Entsetzen sofort den jungen Thronerben Gioas unter den Anwesenden. Sie versucht, sich nichts anmerken zu lassen, und erkundigt sich nach dessen Identität. Von diesem selbst erfährt sie, dass er Waise sei und sein Leben dem Tempeldienst weihen wolle. Atalia sieht in ihm keine Gefahr. Sie versichert ihm ihre Zuneigung und erklärt, ihn wie eine Mutter bei sich aufnehmen zu wollen. Doch Gioas weist sie zurück, da sie einen heidnischen Altar errichtet habe und seinen Gott und seinen Vater verachte. Unter Drohungen verlassen Atalia und Matan den Ort.
Szene 9. Gioada ist erleichtert über die Standhaftigkeit und Treue des Jungen. Der versichert im Gegenzug, dass er jederzeit sein Leben für den israelitischen Glauben geben werde. Die beiden machen sich auf den Weg zum Tempel.
Tempel Salomons
Szene 10. Blumengekränzte levitische Mädchen und Jungen legen ihre Opfergaben auf den Altar und stimmen zum Klang der „levitischen Harfe“ ein Lied zum Gotteslob an.
Szene 11. Gioada, Gioas, Abner und weitere Leviten betreten den Tempel. Gioada bittet Gott um Hilfe, die israelitischen Könige zu rächen und um die Sendung eines würdigen Helden. Dann erklärt er den Anwesenden, dass ein solcher Held bereits gekommen sei. Er nimmt Gioas an der Hand, wird aber durch Lärm vor den Tempeltoren unterbrochen.
Szene 12. Matan stürmt mit seinen Soldaten den Tempel und fordert die Übergabe des jungen Gioas.
Szene 13. Während sich die Anwesenden auf die Verteidigung vorbereiten, erscheinen Atalia und ihr Gefolge sowie ein Offizier, der den kleinen Azaria, den leiblichen Sohn Gioadas, hereinführt. Atalia bietet an, diesen gegen Gioas auszutauschen. Wenn Gioada nicht einwillige, werde sie Azaria töten lassen. Obwohl ihn Gioas und die anderen anflehen, nachzugeben, um seinen Sohn zu retten, bleibt Gioada hart.

### Zweiter Akt
Königspalast mit Thron
Szene 1. Atalia sitzt, umgeben von ihren Höflingen, auf dem Thron. Sie ist aufgewühlt, steigt herab, geht unruhig hin und her und setzt sich wieder. Ihre Höflinge versuchen sie damit zu beruhigen, dass die im Tempel eingeschlossenen Leviten sich ihr bald unterwerfen werden.
Szene 2. Matan meldet, dass Gioada zu Verhandlungen bereit sei. Atalia lässt ihn vorführen.
Szene 3. Nachdem Atalia die Höflinge fortgeschickt hat, fordert sie Gioada erneut auf, Gioas herauszugeben. Er solle nach ihrem Tod über Juda herrschen, da sie keine eigenen Nachfahren habe. Als Gioada sie auf ihre Schuld an der Ermordung ihrer Enkel hinweist, versichert sie, die Vergangenheit zu bereuen. Sie wünsche sich nichts mehr, als dass wenigstens einer von ihnen überlebt hätte. Gioada erkennt die Falle. Er verweigert weiterhin den Austausch. Als Atalia erneut mit der Ermordung Azarias droht, warnt er sie vor dem Zorn Gottes. Er geht.
Szene 4. Atalia beschließt, die Drohung wahrzumachen und Azaria vor den Augen seines Vaters töten zu lassen.
Szene 5. Matan meldet, dass Azaria von ihrem Offizier Abner befreit wurde und sich mittlerweile bei den Leviten im Tempel befinde. Atalia ernennt Matan zum Nachfolger des Verräters.
Eingefasster Raum neben dem Tempel Salomons wie im ersten Akt
Die Türen des Tempels sind verschlossen. Auf einer Seite befindet sich ein mit einem großen Vorhang bedeckter Bogen.
Szene 6. Gioada dankt Abner für die Rettung seines Sohnes und teilt ihm seinen Plan für den Aufstand mit.
Szene 7. Die Leviten treten mit ihren Frauen und Kindern ein. Sie bringen einen Dreifuß, das Gesetzbuch und ein Schwert. In ihrer Mitte trägt Eliacin/Gioas ein Diadem auf einem Tablett. Gioada verkündet, dass er nun den wahren König Judas krönen werde und offenbart den Anwesenden die Identität Gioas’, den er nach dem Mord an seinen Eltern gerettet und im Tempel erzogen hatte. Gioas schwört, das heilige Gesetz zu wahren. Im Gegenzug schwören ihm die Anwesenden ihre Liebe und Treue.
Szene 8. Ein Levit meldet, dass sich das gegnerische Heer unter der Leitung Matans zum Angriff auf den Tempel vorbereitete, als Adonia im Namen Gioadas eingriff und Friedensverhandlungen anbot. Daraufhin sei Atalia zum Tempel geeilt, um die Herausgabe Gioas’ zu fordern. Gioada teilt seine Leute auf. Ein Teil soll den neuen König beschützen und ein Teil sich im Tempel versteckt halten. Abner soll unterdessen den Truppen das Zeichen zum Angriff geben. Gioada führt Gioas mit einem Teil der Leviten hinter den Vorhang.
Szene 9. Atalia betritt den Tempel und fordert die Herausgabe des Kindes. Gioada öffnet den Vorhang, präsentiert ihr den gekrönten Gioas und fordert sie auf, vor ihm niederzuknien. Nachdem Atalia ihren Schrecken überwunden hat, befiehlt sie ihren Soldaten, gegen Gioada und Gioas vorzugehen. Nach einem Ruf Gioadas stürzen sich die bewaffneten Leviten auf die Wachen und schlagen sie in die Flucht. Als draußen Trompeten erklingen, hält Atalia dies irrtümlich für ein Zeichen des Siegs ihrer Kämpfer.
Szene 10. Abner verkündet den Sieg der Leviten. Der gegnerische Anführer Matan sei gefallen. Atalia fleht Gioas um Mitleid an. Als dieser dennoch von den Leviten fortgeführt wird, verflucht sie ihn: Er solle Götzen anbeten und das Reich Juda zugrunde richten. Die Leviten treiben sie aus dem Tempel.
Szene 11. Gioas hofft, dass er die Erfüllung von Atalias Fluch nicht mehr erleben werde. Gioada ist jedoch zuversichtlich, dass Gott ihre Verwünschungen vereiteln werde. Im Schlusschor vergleichen alle die Sicherheit Jerusalems mit der Standhaftigkeit einer Zeder und seine Schönheit mit einer Rose am Rand einer Quelle.

## Werkgeschichte
Atalia zählt wie auch Rossinis Ciro in Babilonia (1812) und Mosè in Egitto (1818) oder Donizettis Il diluvio universale (1830) zum Typus der „Fastenoper“. Die italienischen Opernhäuser blieben damals während der Passionszeit geschlossen oder mussten sich auf biblische Themen beschränken. Die Meinungen, ob diese Werke eher als Opern oder als Oratorien zu bezeichnen sind, divergieren.
Felice Romanis Libretto behandelt die Atalja-Episode des Alten Testaments, die bereits vielfach dramatisiert und vertont worden war. Romani orientierte sich vorwiegend an Jean Racines Drama Athalie von 1691. Gemeinsam sind beiden Werken beispielsweise der Albtraum-Monolog Atalias (erster Akt, Szene 3) und das Verhör des jungen Eliacin/Gioas (erster Akt, Szene 8). Die tagespolitischen Anspielungen von Racines Vorlage waren hingegen nicht mehr aktuell. Stattdessen legte Romani mehr Gewicht auf das „Tragisch-Sublime“.
Nach Verhandlungen mit Domenico Barbaja, dem Impresario des Teatro San Carlo, und Gioachino Rossini, dem damaligen Leiter der beiden neapolitanischen Opernhäuser, und mehreren Terminänderungen komponierte Mayr das Werk für Fastenzeit 1820. Da Romani jedoch das Libretto bis Ende Januar noch nicht fertiggestellt hatte, konnte auch Mayr die Komposition nicht fristgerecht abliefern. Barbaja ersetzte die Oper daher durch Pietro Raimondis Ciro in Babilonia.:44
Zur Uraufführung kam es erst am 10. März 1822. Da Mayr nicht mehr in Neapel weilte, nahm Gioachino Rossini die Einstudierung vor. Er verließ Neapel aber bereits am 7. März, drei Tage vor der Premiere. Gaetano Donizetti, der im Februar aus Rom nach Neapel gekommen war, berichtete seinem Lehrer Mayr in einem Brief vom 4. März über die Proben. Demnach ging die Arbeit sehr nachlässig vonstatten: „Bei den Proben faulenzt er mit den Sängern, die ihm nicht recht folgen, wie ein Jesuit, und dann unterhält er sich bei den Orchesterproben mit den prime donne, anstatt zu dirigieren“. Außerdem gab es Probleme mit den Sängern, für die einige Stücke gekürzt oder umgeschrieben werden mussten. Die ursprünglich für die Titelrolle vorgesehene Isabella Colbran reiste gemeinsam mit Rossini nach Wien ab – die beiden heirateten bei einem Aufenthalt am 16. März in Castenaso bei Bologna. Da statt Colbran nun Giuseppina Fabbré die Partie der Atalia sang, musste Rossini diese für ihre tiefere Stimmlage überarbeiten. Für Fabbré ergänzte Rossini die Cavatine „Alma fide“ (ursprünglich: „Cara Patria invitta Roma“), die er 1817 in Rom als Einlage für eine dortige Aufführung von Giuseppe Nicolinis Oper Quinto Fabio Rutiliano (1811) komponiert hatte.:45
Die musikalische Leitung der Uraufführung übernahm Nicola Festa. Das Bühnenbild stammte von Francesco Tortoli. Es sangen Giuseppina Fabbré (Atalia), Girolama Dardanelli-Corradi (Gioas), Domenico Donzelli (Gioada), Michele Benedetti (Abner) und Giuseppe Ciccimarra (Matan). Insgesamt sind 1822 lediglich sieben Aufführungen im Teatro San Carlo nachweisbar. Diese im Vergleich zu anderen Opern Mayrs geringe Anzahl dürfte auch durch die Abwesenheit des Impresarios Barbaja und der besseren Sänger begründet sein, die gemeinsam mit Rossini nach Wien abgereist waren.:46
1826 verarbeitete Rossini einen langsamen Marsch („marcia religiosa“) aus Atalia in der Ouvertüre seiner Oper Le siège de Corinthe.
Noch vor der Uraufführung hatte Mayr selbst einige Nummern in sein 1821 komponiertes Oratorium Samuele übernommen. Aus dem Chor „Chi di sì“ wurde nun „Chi di purpurea chioma“, das Accompagnato-Rezitativ „O sol“ wurde zu „Delle festose turbe“, und das Duett „Che sento“ erhielt den Text „Che tento!“
Zur Uraufführung von Mayrs rekonstruierter vollständiger Originalfassung kam es erst im September 2003 in Ingolstadt unter der Leitung des Dirigenten Franz Hauk.:38

## Aufnahmen
- 19. September 2003 (live, konzertant aus der Asamkirche Maria de Victoria in Ingolstadt): Franz Hauk (Dirigent), Neue Düsseldorfer Hofmusik, Simon-Mayr-Chor. Rebecca Martin (Atalia), Maria Jette (Gioas), Thomas Cooley (Gioada), James Taylor (Matan), Jacek Janiszewski (Abner). Guild GMCD 7268/70 (3 CD).[12]